# Clima del Salento
Il clima del Salento è tipicamente mediterraneo, si alternano inverni miti, primavere calde, estati torride ed autunni caldi. Le precipitazioni sono quasi sempre sotto i 500 mm, e solo in rari casi eccedono sopra i 600 o scendono sotto i 300.

## Clima del Salento Adriatico

### Clima della riviera brindisina
Il clima della riviera brindisina è simile a quello della riviera leccese, infatti, qui, il clima è di tipo mediterraneo ad estate calda.

### Clima della riviera leccese
Il clima della riviera leccese è di tipo mediterraneo ad estate molto calda, le temperature medie a gennaio si attestano attorno agli 11/12 °C, presentando una ridotta escursione termica; le stagioni intermedie sono sempre calde e piovose, mentre le estati sono estremamente calde ed afose, con temperature medie che possono raggiungere i 30 °C, infatti le massime possono spingersi anche al di sopra dei 39/40° e raramente le minime al di sotto dei 23°. Le precipitazioni ammontano sui 500 mm e si concentrano in inverno ed autunno.

### Clima di Otranto
Il clima a Otranto è di tipo mediterraneo ad estate calda, le temperature medie nei mesi invernali ammontano a circa 13°, con le minime raramente sotto gli 11° e le massime normalmente sui 16°, le stagioni intermedie sono moderatamente calde, le estati non sono eccessivamente calde con temperature medie attorno ai 26°. Le precipitazioni a Otranto sono più abbondanti che nel resto del Salento e sfiorano i 700 mm, sono frequenti in inverno e in autunno mentre sono scarse in estate. Questa zona del Salento, data la vicinanza al mare e alla bassa altitudine presenta un'escursione climatica estremamente ridotta, pari a +5 °C sulle medie annuali.

### Clima del basso Salento adriatico
Il clima del basso Salento adriatico è di tipo mediterraneo ad estate moderatamente calda con temperature che rimangono costanti durante tutto l'anno, la temperatura media nei mesi invernali, infatti, si attesta a 17 °C; quella dei mesi intermedi attorno ai 20 °C e quella dei mesi estivi attorno ai 25°, le massime in questo periodo non superano i 27° e le minime non vanno sotto i 22°. Le precipitazioni sono più cospicue che nel resto del Salento e si attestano a 700 mm annuali, distribuiti equamente in ogni stagione.

## Clima dell'arco ionico

### Clima del tarantino
Il clima della città di Taranto è di tipo mediterraneo ad estate molto calda; in questa zona gli inverni sono brevi e miti, e le estati lunghe e calde, mentre le stagioni intermedie risultano essere brevi e moderatamente calde. I picchi massimi di caldo si hanno nei mesi estivi dove possono occasionalmente raggiungere i 40°, mentre i picchi minimi in inverno dove raramente vanno sotto i 4°. Le precipitazioni si attestano a 450 mm e si concentrano in autunno e inverno.

### Clima di Nardò
Il clima di Nardò è di tipo mediterraneo ad estate molto calda, le temperature nel mese più freddo con scendono mai sotto i 6° ed occasionalmente salgono sopra i 18°, le stagioni intermedie sono molto brevi e calde, mentre le estati sono estremamente calde ed occasionalmente le temperature salgono sopra i 42° e raramente scendono sotto i 24°. Le precipitazioni si attestano a 450 mm e si concentrano in autunno ed inverno.

### Clima del gallipolino
Il clima relativo alla città di Gallipoli e dintorni è di tipo meso-mediterraneo, ovvero un clima di transizione tra quello mediterraneo e quello tropicale, nei mesi invernali l'escursione termica è molto ridotta e le temperature medie si attestano a 14°, nei mesi intermedi le temperature sono relativamente alte ed occasionalmente raggiungono i 30°, le estati sono estremamente calde e molto afose, qui le temperature percepite possono sfiorare i 50° mentre le minime percepite si attestano a 31°. Le precipitazioni sono estremamente scarse, si attestano a 350/400 mm e sono distribuite equamente durante tutto l'anno. L'escursione termica in questa sub-regione è molto ridotta ed è pari a 5°. Il gallipolino per via delle sue temperature medie annue (che in alcuni casi sono pari a 22°) è considerato essere una delle zone più calde del mediterraneo.

### Clima del basso Salento ionico
Il clima del basso Salento ionico è di tipo meso-mediterraneo ad estate calda, le temperature medie in tutti i mesi dell'anno tendono ad essere alte ed in alcuni mesi molto alte, le precipitazioni sono estremamente scrase ed oscillano tra i 350 ed i 250 mm annui.

## Clima dell'entroterra salentino

### Clima dell'alto Salento
Il clima dell'alto Salento è di tipo mediterraneo ad estate molto calda, l'escursione termica è cospicua e le precipitazioni si attestano a 500 mm.